# Helmut Marko
Helmut Marko (Graz, 27 aprile 1943) è un dirigente sportivo ed ex pilota automobilistico austriaco.
Amico di Jochen Rindt, si è dedicato alla carriera sportiva dopo avere studiato giurisprudenza, ottenendo buoni risultati con le vetture sport culminati nella vittoria alla 24 Ore di Le Mans 1971 con una Porsche 917K.

## Carriera

### Pilota

#### Gli inizi
Nato in una famiglia agiata, Marko sviluppò fin dalla giovane età la passione per le corse. Durante l'infanzia strinse amicizia con Jochen Rindt, con cui, ancora minorenne, spesso si sfidava in corse notturne clandestine. Durante una di queste, però, Marko distrusse completamente la vettura del padre, che rifiutò di finanziargli la carriera nel mondo delle corse. Continuò, quindi, gli studi, laureandosi in giurisprudenza.
Nel 1967, anno della laurea, però, Marko decise di acquistare una vettura per correre nel campionato di Formula Vee, iniziando la sua carriera di pilota.

#### Vetture sport

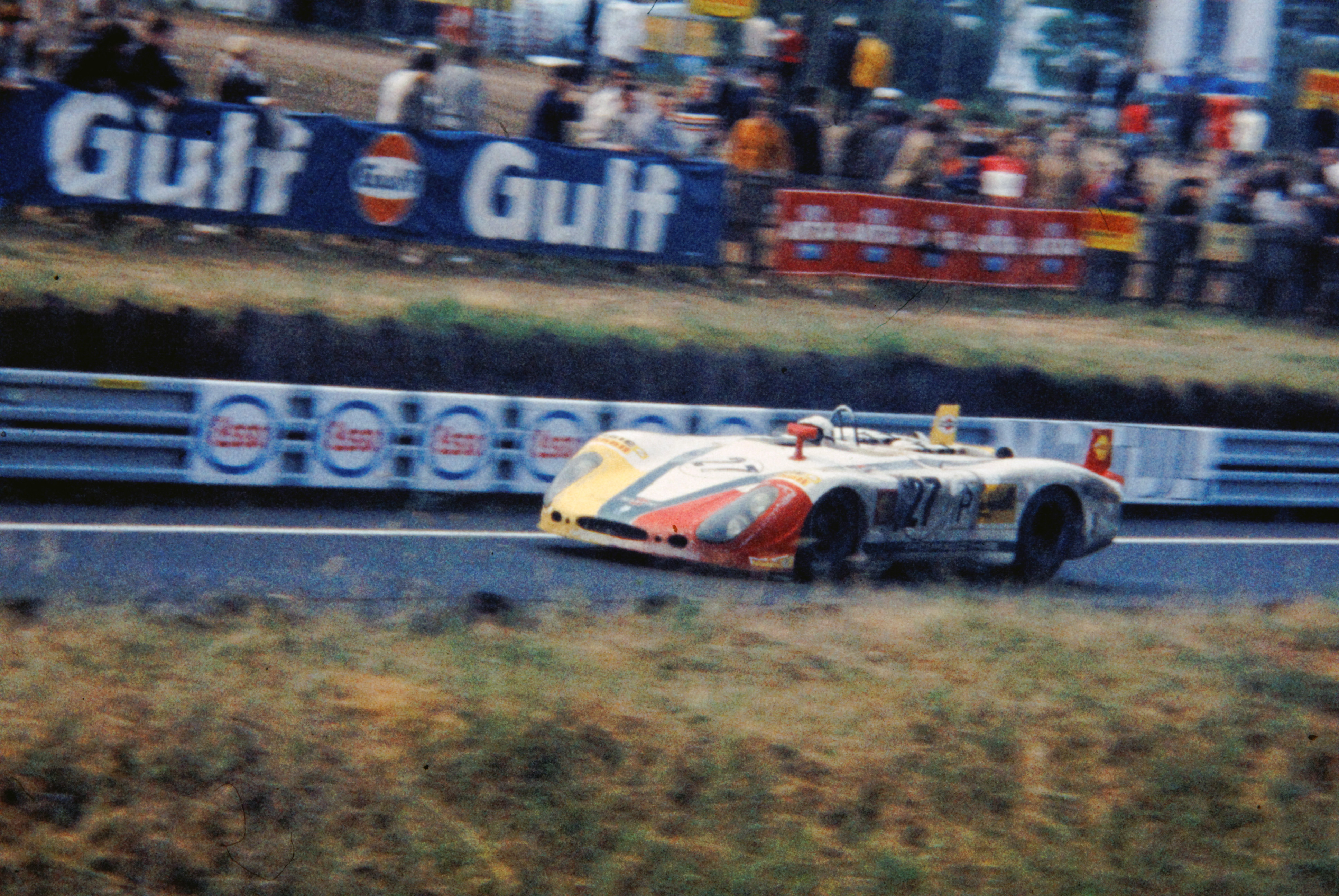
La Porsche 908 di Marko e Rudi Lins, terza assoluta e prima di classe alla 24 Ore di Le Mans 1970.

Nel 1969 corse contemporaneamente in Formula 3 e nel Campionato del mondo sportprototipi. Per il 1970 raggiunge accordi con la BMW Alpina per correre nel Campionato europeo turismo, e con la Martini Racing per disputare il mondiale marche e l'Interserie su Porsche 908; corre poi con una Lola T210 nella Springbok Series sudafricana, che si disputava dopo il termine della stagione europea: il risultato di maggior prestigio di quell'anno fu il terzo posto assoluto a Le Mans, con vittoria di classe, a cui si aggiungono la vittoria nella gara dell'europeo turismo al Salzburgring e un altro paio di podi.
Nel 1971 proseguì il suo versatile impegno nelle gare per vetture a ruote coperte, alternandosi al volante della Porsche 917 del Martini Racing nel mondiale marche, della Ford Capri RS ufficiale nell'europeo turismo, della Lola T212 nel campionato europeo vetture sport 2 litri e nella Springbok Series sudafricana. Proprio in quest'anno riuscì a vincere a Le Mans, in coppia con Gijs van Lennep: l'equipaggio fece segnare anche il record sulla distanza, rimasto imbattuto per i successivi trentanove anni. Al termine della corsa, poi, Ferdinand Piëch, dirigente del suo team, rivelò che la vettura di Marko, a insaputa dei piloti, era stata dotata di un nuovo telaio sperimentale che, seppur più leggero grazie alla costruzione parziale in magnesio, era ritenuto dai tecnici parecchio fragile rispetto a quello delle altre concorrenti.
Ritenuto ormai uno degli astri nascenti dell'automobilismo internazionale, venne ingaggiato dall'Alfa Romeo per disputare il mondiale endurance. Si mise in luce con un secondo posto alla Targa Florio 1972, in coppia con Nanni Galli, ottenuto con una rimonta nelle ultime fasi della corsa sulla vettura vincitrice, la Ferrari 312 PB di Arturo Merzario e Sandro Munari.

#### Formula 1
Nel mentre, nel 1971 venne ingaggiato dalla BRM per correre in Formula 1, dopo una presenza puramente simbolica al Gran Premio di Germania con una McLaren M7C della scuderia Bonnier. Pur non ottenendo punti impressiona la scuderia inglese, che decide di confermarlo.
Nella stagione 1972, alternando la Formula 1 al suo impegno in coppia con Vic Elford con le vetture sport dell'Autodelta, ottenne il suo miglior risultato con un quarto posto in una gara non valida per il mondiale a Interlagos. Nel frattempo, tramite Peter Schetty, aveva già firmato con la Ferrari un contratto d'opzione per il 1973.

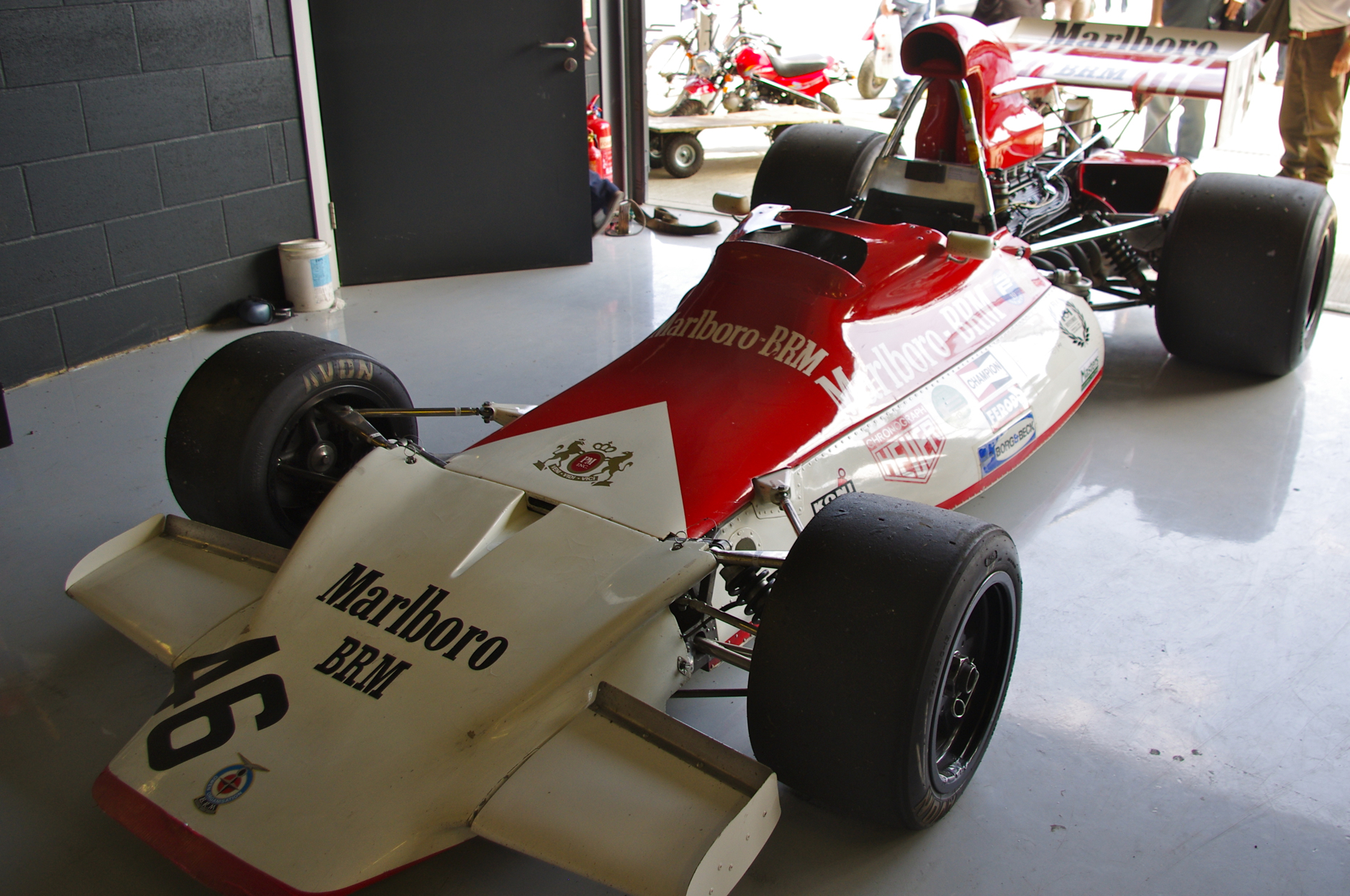
Una BRM P160, monoposto su cui Marko ebbe il grave incidente al Gran Premio di Francia 1972 che pose fine alla sua carriera.

Al Gran Premio di Francia, però, mentre si disputava la gara sul circuito di Clermont-Ferrand il 2 luglio 1972 fu costretto a interrompere la sua carriera. Dopo essersi portato nel gruppo di testa, all'ottavo giro venne colpito da un sasso mentre tallonava la March di Ronnie Peterson che, tagliando una curva (abitudine diffusa su quel tortuoso tracciato collinare), aveva sollevato e proiettato indietro del pietrisco con le ruote della propria vettura, perforandogli la visiera del casco e danneggiandogli irrimediabilmente l'occhio sinistro. Marko riuscì a tenere aperto l'altro occhio e a spostarsi dalla pista; appena riuscì a fermare l'auto, svenne. Immediatamente soccorso da Elford venne portato al centro medico, ma il disinfettante applicato dai medici del circuito non fece che peggiorare la situazione. Solo in serata venne visitato al nosocomio, ma ormai la sua carriera era definitivamente compromessa. Da allora gli fu applicata una protesi oculare all'occhio sinistro.

### Dopo il ritiro

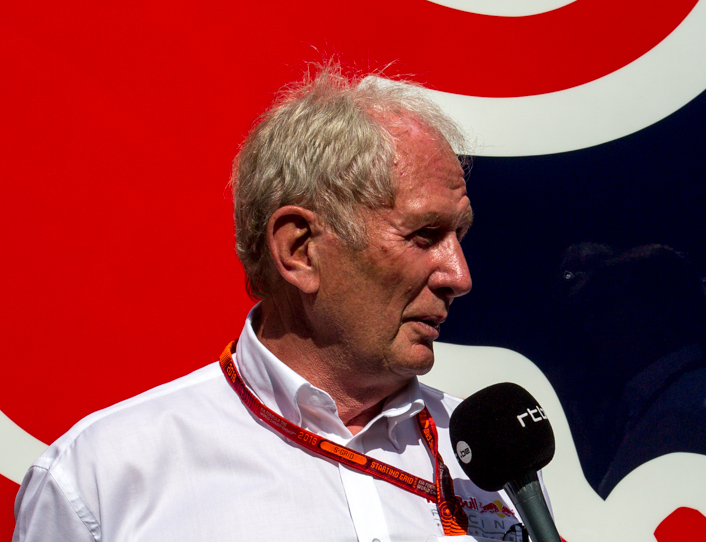
Marko in veste di consulente della scuderia al Gran Premio d'Austria 2016

Impossibilitato a proseguire l'attività agonistica dopo l'incidente di Clermont-Ferrand, Marko si dedicò, inizialmente, alla gestione di due hotel della propria famiglia a Graz, salvo rientrare nel mondo delle corse come manager di giovani piloti austriaci tra cui Gerhard Berger e Karl Wendlinger.
Fu successivamente proprietario di una scuderia in Formula 3000, la Rsm Marko, con cui vinse, con Jörg Müller, il titolo del 1996. Entrò, poi, in contatto con la Red Bull GmbH e con il suo proprietario Dietrich Mateschitz, di cui divenne consulente, avendo orchestrato l'acquisto delle squadre Jaguar e Minardi, trasformate rispettivamente in Red Bull e Toro Rosso.

## Risultati

### Formula 1
| 1971 | Scuderia | Vettura |  |  |  |  |  |  |    |    |     |    |    |  |  | Punti | Pos. |
| ---- | -------- | ------- |  |  |  |  |  |  | -- | -- | --- | -- | -- |  |  | ----- | ---- |
| 1971 | BRM      | P153    |  |  |  |  |  |  | NP | 11 | Rit | 12 | 13 |  |  | 0     |      |

| 1972 | Scuderia | Vettura |    |    |  |   |    |     |  |  |  |  |  |  |  | Punti | Pos. |
| ---- | -------- | ------- | -- | -- |  | - | -- | --- |  |  |  |  |  |  |  | ----- | ---- |
| 1972 | BRM      | P153    | 10 | 14 |  | 8 | 10 | Rit |  |  |  |  |  |  |  | 0     |      |

| Legenda | 1º posto     | 2º posto | 3º posto    | A punti         | Senza punti/Non class.  | Grassetto – Pole position Corsivo – Giro più veloce |
| Legenda | Squalificato | Ritirato | Non partito | Non qualificato | Solo prove/Terzo pilota | Grassetto – Pole position Corsivo – Giro più veloce |